# Witold Łuczyński
Witold Wojciech Łuczyński (ur. 1929, zm. 11 września 2013) – polski specjalista w dziedzinie dziewiarstwa, doktor inżynier, prezes i profesor Instytutu Technologii Bezpieczeństwa „Moratex” w Łodzi oraz Stowarzyszenia Włókienników Polskich. 
Był twórcą wynalazków i innowacji z zakresu przemysłu włókienniczego. Współinicjator w 1994 reaktywacji łódzkiego oddziału Bractwa Kurkowego. Zmarł w wypadku komunikacyjnym i 17 września 2013 został pochowany na cmentarzu Mania w Łodzi. 

## Odznaczenia
- Krzyż Komandorski z Gwiazdą Orderu Odrodzenia Polski (2003)[1]
- Krzyż Komandorski Królestwa Belgii